# Welcome to Galvania
Welcome to Galvania è il sesto album in studio del gruppo musicale statunitense Puddle of Mudd, pubblicato nel 2019.

## Tracce
1. You Don't Know – 3:43
2. Uh Oh – 3:28
3. Go to Hell – 4:03
4. Diseased Almost – 3:42
5. My Kind of Crazy – 3:52
6. Time of Our Lives – 3:44
7. Sunshine – 4:04
8. Just Tell Me – 4:07
9. Kiss It All Goodbye – 3:30
10. Slide Away – 3:18
11. Uh Oh (Come Clean Version) – 3:30

## Formazione
- Wes Scantlin - voce, chitarra
- Matt Fuller - chitarra, cori
- Michael John Adams - basso, cori
- Dave Moreno - batteria, cori